# USS Sanders (DE-40)
USS Sanders (DE-40) là một tàu hộ tống khu trục lớp Evarts được Hải quân Hoa Kỳ chế tạo trong Chiến tranh Thế giới thứ hai. Nó là chiếc tàu chiến thứ hai của Hải quân Mỹ được đặt theo tên Thiếu úy Hải quân Eugene Thomas Sanders (1899-1941), người phục vụ trên thiết giáp hạm Arizona (BB-39) và đã tử trận ngày 7 tháng 12, 1941 khi Arizona bị đánh chìm trong vụ tấn công Trân Châu Cảng. Nó đã phục vụ cho đến khi chiến tranh kết thúc, xuất biên chế vào ngày 12 tháng 12, 1945 và xóa đăng bạ vào ngày 8 tháng 1, 1946. Con tàu bị bán để tháo dỡ vào ngày 8 tháng 5, 1947. Sanders được tặng thưởng bốn Ngôi sao Chiến trận do thành tích phục vụ trong Thế Chiến II.

## Thiết kế và chế tạo
Những chiếc thuộc lớp tàu khu trục Evarts có chiều dài chung 289 ft 5 in (88,21 m), mạn tàu rộng 35 ft 1 in (10,69 m) và độ sâu mớn nước khi đầy tải là 8 ft 3 in (2,51 m). Chúng có trọng lượng choán nước tiêu chuẩn 1.140 tấn Anh (1.160 t); và lên đến 1.430 tấn Anh (1.450 t) khi đầy tải. Hệ thống động lực bao gồm bốn động cơ diesel General Motors Kiểu 16-278A nối với bốn máy phát điện để vận hành hai trục chân vịt; công suất 6.000 hp (4.500 kW) cho phép đạt được tốc độ tối đa 21 kn (24 mph; 39 km/h), và có dự trữ hành trình 4.150 nmi (4.780 mi; 7.690 km) khi di chuyển ở vận tốc đường trường 12 kn (14 mph; 22 km/h).
Vũ khí trang bị bao gồm ba pháo 3 in (76 mm)/50 cal trên tháp pháo nòng đơn có thể đối hạm hoặc phòng không, một khẩu đội 1,1 inch/75 caliber bốn nòng và chín pháo phòng không Oerlikon 20 mm. Vũ khí chống ngầm bao gồm một dàn súng cối chống tàu ngầm Hedgehog Mk. 10 (có 24 nòng và mang theo 144 quả đạn); hai đường ray Mk. 9 và tám máy phóng K3 Mk. 6 để thả mìn sâu.
Sanders được đặt lườn như là chiếc BDE-40 tại Xưởng hải quân Puget Sound ở Bremerton, Washington vào ngày 7 tháng 9, 1942. Tuy nhiên Hải quân Hoa Kỳ quyết định giữ lại con tàu, nên đổi tên thành Sanders vào ngày 14 tháng 6, 1943 và xếp lại lớp như là DE-40 vào ngày 16 tháng 6, 1943. Nó được hạ thủy vào ngày 18 tháng 6, 1943; được đỡ đầu bởi bà Sarah "Sally" Sanders, vợ góa Thiếu úy Sanders, và nhập biên chế vào ngày 1 tháng 10, 1943 dưới quyền chỉ huy của Hạm trưởng, Thiếu tá Hải quân Arthur N. Daniels.

## Lịch sử hoạt động
Sau khi hoàn tất việc chạy thử máy và huấn luyện, Sanders tham gia hoạt động tuần tra và hộ tống vận tải tại khu vực các quần đảo Gilbert và Marshall từ tháng 1 đến tháng 7, 1944. Những hoạt hoạt động này bao gồm cả một cuộc bắn phá lên đảo Kusaie vào ngày 1 tháng 6. Sau đó nó hộ tống các đoàn tàu vận tải đi đến khu vực quần đảo Mariana từ tháng 8 đến tháng 10. Sau khi tiếp tục làm nhiệm vụ tuần tra và hộ tống vận tải tại khu vực các quần đảo Gilbert và Marshall từ tháng 11, 1944 đến tháng 3, 1945, nó bảo vệ cho các đoàn tàu tiếp liệu phục vụ cho lực lượng đặc nhiệm tàu sân bay nhanh tại khu vực Tây Thái Bình Dương từ tháng 4 đến tháng 6. Con tàu quay trở về Hoa Kỳ để đại tu, đi ngang qua Trân Châu Cảng trước khi về đến San Francisco, California vào ngày 15 tháng 7.
Sau khi chiến tranh kết thúc, Sanders tiếp tục ở lại vùng bờ Tây. Nó được cho xuất biên chế vào ngày 19 tháng 12, 1945, và tên nó được cho rút khỏi danh sách Đăng bạ Hải quân vào ngày 8 tháng 1, 1946. Con tàu được bán cho hãng National Metal and Steel Corp. tại Terminal Island, California vào ngày 8 tháng 5, 1947 để tháo dỡ.

## Phần thưởng[2]
|  | Bronze star · Bronze star · Bronze star · Bronze star |

| Huân chương Chiến dịch Hoa Kỳ | Huân chương Chiến dịch Châu Á-Thái Bình Dương với 4 Ngôi sao Chiến trận | Huân chương Chiến dịch Châu Á-Thái Bình Dương với 4 Ngôi sao Chiến trận | Huân chương Chiến thắng Thế Chiến II |